# Karl von Amira

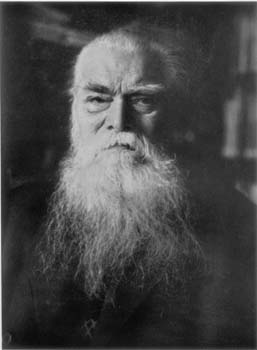
Karl von Amira.

Karl Konrad Ferdinand Maria von Amira, född 8 mars 1848 i Aschaffenburg, död 22 juni 1930 i München, var en tysk rättshistoriker och germanist.

## Biografi
Amira blev professor i tysk rätt vid universitetet i Freiburg im Breisgau 1875 och i München 1893. Han utmärkte sig såsom forskare i den germanska och särskilt den fornnordiska rättens historia, bland annat med arbetena Das altnorwegische Vollstreckungsverfahren (1874), Über Zweck und Mittel der germanischen Rechtsgeschichte (1876) och Nordgermanisches Obligationenrecht (band I och II: 1, 1882–95) samt avdelningen Recht i Hermann Pauls "Grundriss der germanischen Philologie" (1889-93 även i särtryck, tredje upplagan 1911ff). 
Av hans monumentala verk Nordgermanisches Obligationenrecht innehåller del I (1882) "Altschwedisches Obligationenrecht" (som gav anledning till Isak Sven Landtmansons skrift "Svensk rättshistoria i utlandet") och del II (1895) "Westnordisches Obligationenrecht". Amira kallades till ledamot av Vetenskapssocieteten i Uppsala 1887, av Vitterhets-, historie- och antikvitetsakademien 1891 och av svenska Vetenskapsakademien 1905. Han var från 1886 medlem av Samfundet för utgivande av handskrifter rörande Skandinaviens historia.